# Convento de las Francesas
El convento de las Francesas (o también conocido como convento de las Comendadoras de Santa Cruz o convento de Dominicas Franciscanas) es un templo católico ubicado en el centro de Valladolid desde el siglo XV. Actualmente solo se conserva el claustro rehabilitado como centro comercial, y la iglesia que hoy es la Sala Municipal de Exposiciones, todo ello en el interior de un bloque de viviendas levantado en los años setenta del siglo XX.

## Historia
Fundaron en 1487 este convento doña María de Zúñiga y doña María de Fonseca, que eran hermanas, y cedieron para su residencia sus casas situadas en la Calle del Campo. Le denominaron de Santa Cruz, de señoras comendadoras de la orden de Santiago. Tomaron el hábito ellas mismas, creando de esta manera una institución de rigurosa clausura, destinada a dar acogida a "señoras de distinción, hijas o hermanas de Grandes Títulos de España".
La iglesia antigua, construida en el palacio de las dos hermanas, era pequeña. Tenía esculpido el escudo de los Zúñiga, rama de los Duques de Béjar. De ahí vino el nombre de la calle próxima.
Pero ya en el siglo XVII el edificio habría de ser renovado, construyéndose la iglesia nueva, por intercesión de otra ilustre dama que profesa, doña María Ana Ladrón de Guevara, hija de los Condes de Oñate. Había quedado viuda de don Pedro Pimentel, marqués de Viana, y se recogió en el convento. Murió en 1651 y fue sepultada en la iglesia vieja, dejando ya terminada la capilla mayor del nuevo templo. En 1721 dice Canesi que dio fin la obra de esta iglesia.[cita requerida]
El Convento funcionó como tal hasta la Desamortización. Después fue concedido a la comunidad de las Dominicas Francesas. Estas lo han mantenido como colegio hasta bien entrado el siglo XX, en que se trasladó a un edificio en la Huerta del Rey.

## Estilo

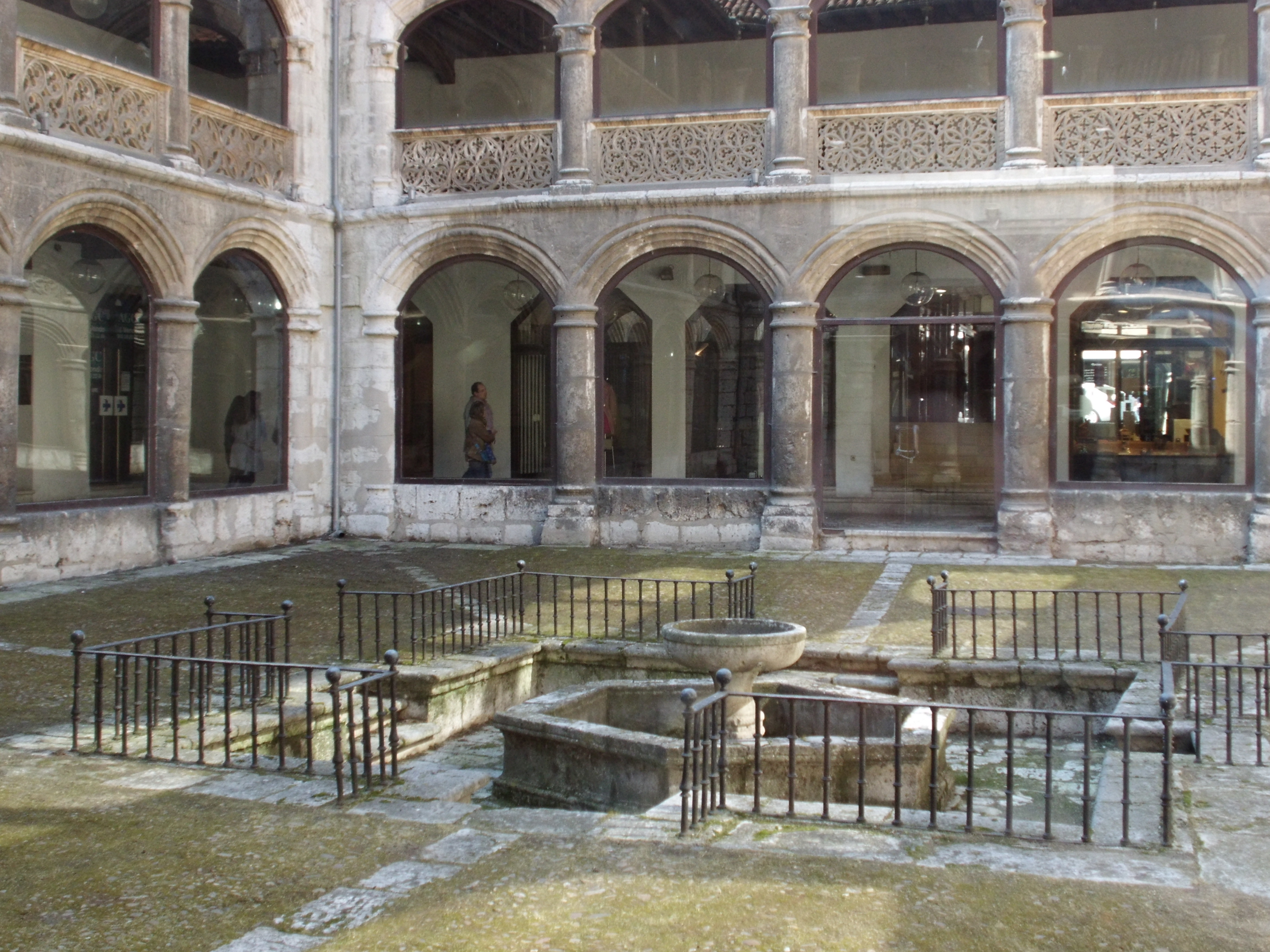
Interior del convento.

Lo que se conserva es la portada a la calle Santiago, la sacristía, la iglesia, el coro, el claustro y la escalera de éste. El claustro está documentado como obra del siglo XVI. En 1537 el arquitecto Fernando de Entrambasaguas percibía diversas cantidades por los pilares y arcos del claustro. A él habrá que asignar toda la obra. Es un patio completo, de cuatro lados y tres pisos. Los arcos son carpaneles y escarzanos. Los antepechos dibujan tracería calada, gótica, arcaizante para la fecha en que esta labor se hace.
El modelo del patio es el del colegio Mayor de Santa Cruz. Pese a tal arcaísmo, es obra de notable perfección en cuanto a proporciones y esmerada ejecución. El suelo del piso bajo está formado por una armoniosa combinación de cantos y huesos de "taba", una modalidad castellana del siglo XVI. Dispone de una espaciosa escalera con un pasamanos metálico y azulejería en el zócalo. Esta claustro y escalera han quedado incorporados a la edificación moderna. Es de advertir en el claustro la fuente baja de piedra.
La portada a la calle de Santiago es adintelada, de piedra. Señala Martí y Monsó[cita requerida] que el arquitecto Francisco de Mora intervendría en la obra del "pórtico" desde 1593. En las cartas que escribe a la comunidad da cuenta de la visita que había hecho Felipe II al convento, por el que sentía un gran cariño. Esta portada, tan clasicista, es lo único que en el edificio actual puede señalar su participación.
La fachada no se ofrece a la calle Santiago, sino en el típico "compás" interior. Es un remanso de tranquilidad. Se trata de una fachada de dos cuerpos. El bajo viene a ser un arco de triunfo. Es una fachada clasicista, pero con molduraje barroco. En el nicho de la Inmaculada de la parte superior se lee la fecha de 1732, adecuada para toda esta fachada. En los nichos van las esculturas de la Inmaculada y dos esculturas, una de las cuales puede ser San Agustín (cuya regla regía en esta comunidad).